# Jacob von Gerlach
Jacob von Gerlach (* 1830; † 1908) war ein preußischer Politiker (DKP), Rittergutsbesitzer und Landrat.

## Leben
Gerlach war Eigentümer des Rittergutes Platowo. 1861 bis 1892 amtierte er als Landrat im Kreis Gardelegen. Er wurde zum Geheimen Regierungsrat ernannt und wirkte im Preußischen Abgeordnetenhaus 1866 bis 1867 und erneut 1882 bis 1888. Er war auch Mitglied im Provinziallandtag der Provinz Sachsen. Er war Mitglied der Deutschkonservativen Partei (DKP).